# Bruyères
Bruyères ([bʁɥiˈjɛʁ] ⓘ) ist eine französische Stadt mit 2935 Einwohnern (Stand: 1. Januar 2022) im Département Vosges in der Region Grand Est (bis 2015 Lothringen). Sie gehört zum Arrondissement Saint-Dié-des-Vosges (bis 2024 Épinal) und ist Sitz des Gemeindeverbandes Communauté de communes Bruyères-Vallons des Vosges. Das Bureau centralisateur des gleichnamigen Kantons befindet sich in Bruyères. Die Bewohner werden Bruyérois und Bruyéroises genannt.
Die Gemeinde erhielt 2024 die Auszeichnung „Eine Blume“, die vom Conseil national des villes et villages fleuris (CNVVF) im Rahmen des jährlichen Wettbewerbs der blumengeschmückten Städte und Dörfer verliehen wird.

## Geografie
Die Kleinstadt Bruyères liegt in den Vogesen auf einer Höhe von 480 m über dem Meeresspiegel, etwa auf halbem Weg zwischen Épinal und Saint-Dié.

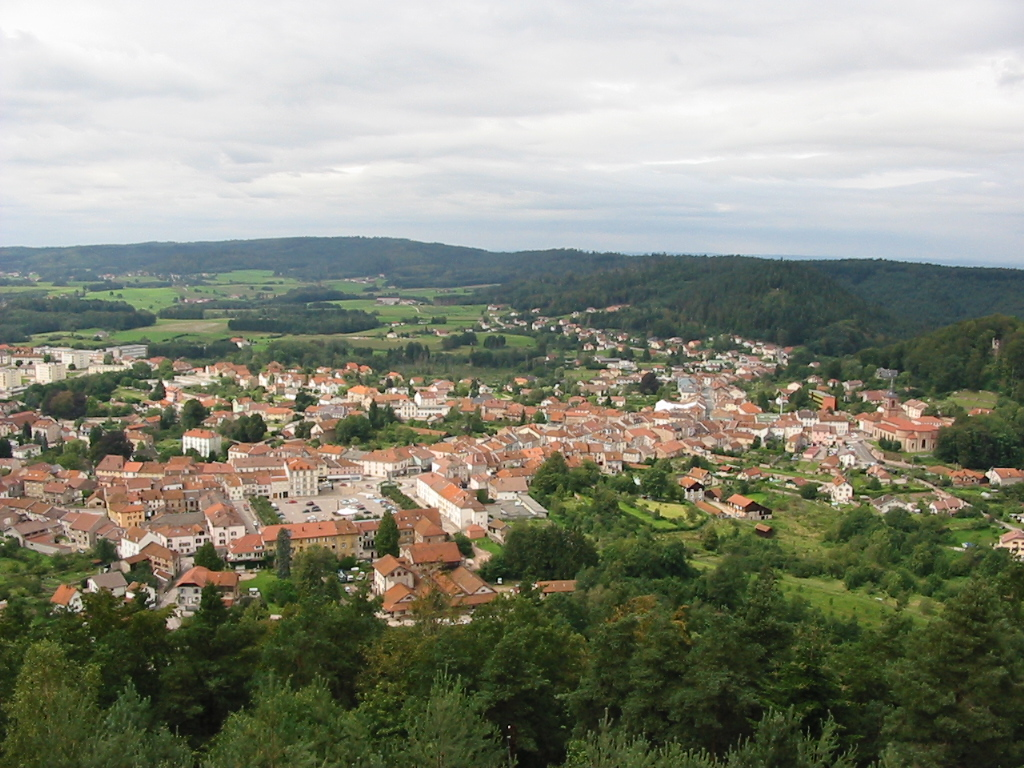
Blick vom Grande Avison auf die Kleinstadt Bruyères: links im Vordergrund der Place Stanislas, rechts die Kirche Mariä Himmelfahrt

Die 16,02 km² große Gemeinde umfasst als Kern ein Gebiet um einen Bergsattel, der von vier markanten Bergkuppen eingerahmt wird. Der Ortskern schmiegt sich an die Südflanke eines 533 m hohen Bergkegels, der nur Château genannt wird und auf dem früher eine Burg stand. Westlich erhebt sich eine 570 m hohe Bergkuppe, nordwestlich der 571 m hohe Buemont und östlich der 593 m erreichende Grande Avison mit einem Aussichtspunkt und einer Funkantenne. Der Sattel, auf dem Bruyères liegt, bildet eine Wasserscheide. Sie trennt die Einzugsgebiete der Flüsse Mortagne im Norden und Vologne im Süden. Im Gemeindegebiet von Bruyères entspringen mehrere Bäche, so unter anderem die Arentèle, die über die Mortagne zur Mosel entwässert, der Ruisseau de l’Avison, der über die Moxené zur Mortagne fließt und die Lizerne, ein kleiner Nebenfluss der Vologne. Den höchsten Punkt im Gemeindeareal markiert ein 704 m hoher Nebengipfel des Borémont im äußersten Westen. Die nordwestlichen und östlichen Teile der Gemeinde sind von dichten Wäldern bedeckt, die als Forêt Communale de Bruyères bewirtschaftet werden. In den tieferen Lagen der Gemeinde herrscht Ackerland vor, zu den höhergelegenen Wäldern hin dominieren Grasland und Viehweiden. Das Siedlungsbild der Kleinstadt weist im Zentrum eine dichte Bebauung auf, die sich von der Kirche und dem Rathaus bis zum Place Stanislas hinzieht und auch einige Nebenstraßen einbindet. An der Peripherie haben sich mehrere Straßenzüge mit Einfamilienhäusern herausgebildet. Der Süden der Kleinstadt ist durch eine Mischung aus Wohn- und Gewerbezonen geprägt.
Zu Bruyères gehören die Ortsteile Le Hallier, Les Baraques, Le Beheue und Haut des Fourches sowie die Weiler und Höfe L’Écrevisse, La Bouillante, Le Printemps, Grandrupt, Les Sept Sceaux, Grandes Boulayes und La Bergerie.
Nachbargemeinden von Bruyères sind Brouvelieures im Norden, Vervezelle und Belmont-sur-Buttant im Nordosten, La Chapelle-devant-Bruyères und Laveline-devant-Bruyères im Südosten, Champ-le-Duc und Fiménil im Süden, Laval-sur-Vologne und Fays im Südwesten, Viménil im Westen (Berührungspunkt) sowie Grandvillers im Nordwesten.

## Geschichte

### Besiedlung und Stadtgründung
Die frühesten Spuren einer Besiedlung auf dem Terrain der heutigen Stadt Bruyeres fanden sich auf dem Gipfel des markanten Berges Grande Avison. Es handelte sich um Steinreste, die als Schrein gedeutet und auf das 3. bzw. 4. Jahrhundert datiert wurden.
Die exponierte Lage am Übergang zwischen den Flüssen Mortagne und Vologne ließ vermutlich schon früh militärische Befestigungen entstehen, bevor von einer Siedlung gesprochen werden konnte. Der Berg, zu dessen Füßen Bruyères liegt, wurde schon seit alters her als Château (= Burg) bezeichnet. Schriftliche Überlieferungen liegen nicht vor, man nimmt aber an, dass im 10. Jahrhundert eine Burg existierte, die der Herzog von Lothringen errichtete.
Aus dem frühen 12. Jahrhundert stammen die ersten schriftlichen Aufzeichnungen über Bruyères, sie fanden sich in den Archiven des Kapitels Remiremont. Aus dem Jahr 1189 ist ein Schriftstück erhalten, in der Pierre de Brixey, Bischof von Toul, eine Schenkung des Gérardus de Brueriis an die Abtei Beaupré in der heutigen Gemeinde Moncel-lès-Lunéville beurkundet. 1196 bestätigte Kaiser Heinrich VI. in Bruyères auf der Durchreise die Privilegien der Bischöfe von Saint-Dié.
Während des 13. Jahrhunderts wuchs das Dorf Bruyères entlang einer Handelsstraße, die von Arches an der Mosel über Bruyères und Saint-Dié und den Col de Saales ins elsässische Breuschtal führte. In der Regierungszeit der Herzogin Katharina von Limburg, die von 1251 bis 1255 die Regentschaft für ihren noch nicht volljährigen Sohn, den späteren oberlothringischen Herzog Friedrich III. führte, bekam Bruyères die Privilegien eines Marktortes. 1263 erlangte der Markt zusammen mit Arches die Stadtrechte.

### Ende 13. bis Anfang 17. Jahrhundert
Im weiteren Verlauf des 13. Jahrhunderts gab es anhaltende Streitigkeiten um die Steuereinnahmen der Stadt zwischen dem Kapitel Remiremont und dem Herzog von Lothringen, die erst 1295 beigelegt wurden, als man in einem Vertrag die hälftige Aufteilung festlegte. In diesem Vertrag wurde auch Audate de Bruyères, der erste Propst der Stadt, erwähnt. Er wurde vom Herzog ernannt und mit Verwaltungs-, Steuer-, Polizei- und Justizaufgaben betraut.
Das Ende des 15. Jahrhunderts war auch im westlichen Vogesengebiet von den Burgunderkriegen geprägt. 1476 eroberte der lothringische Herzog René II. Bruyères zurück, das ein Jahr zuvor vom burgundischen Herzog Karl dem Kühnen eingenommen worden war.
Vom 15. bis zum 17. Jahrhundert erlebte Bruyères durch seine geografische Lage an der Kreuzung zweier Straßen, die zu den Vogesen-Übergängen führten (eine große Rolle spielte der Weinhandel), einen langsamen, aber stetigen Aufschwung. Im Jahr 1503 hatte der Ort 140 Einwohner, 1602 wurden 545 Einwohner gezählt. 1612 wurde die Pfarrgemeinde Bruyères gegründet, zwei Jahre später konnte der Bau der Kirche abgeschlossen werden.

### Vom Dreißigjährigen Krieg bis zur Französischen Revolution
Während des Dreißigjährigen Krieges forderte die Pest viele Opfer (1629/1630), Söldnerhaufen der protestantischen Fürsten auf der Seite Schwedens plünderten zweimal die Stadt: 1635 und 1643. Die Bevölkerungszahl sank so von 1618 (690 Einwohner) auf 330 Bewohner im Jahr 1648. Wie auch in anderen Teilen Mitteleuropas erholten sich viele Landstriche nur sehr langsam – in Bruyères wurden erst 1708 wieder über 700 Einwohner gezählt.

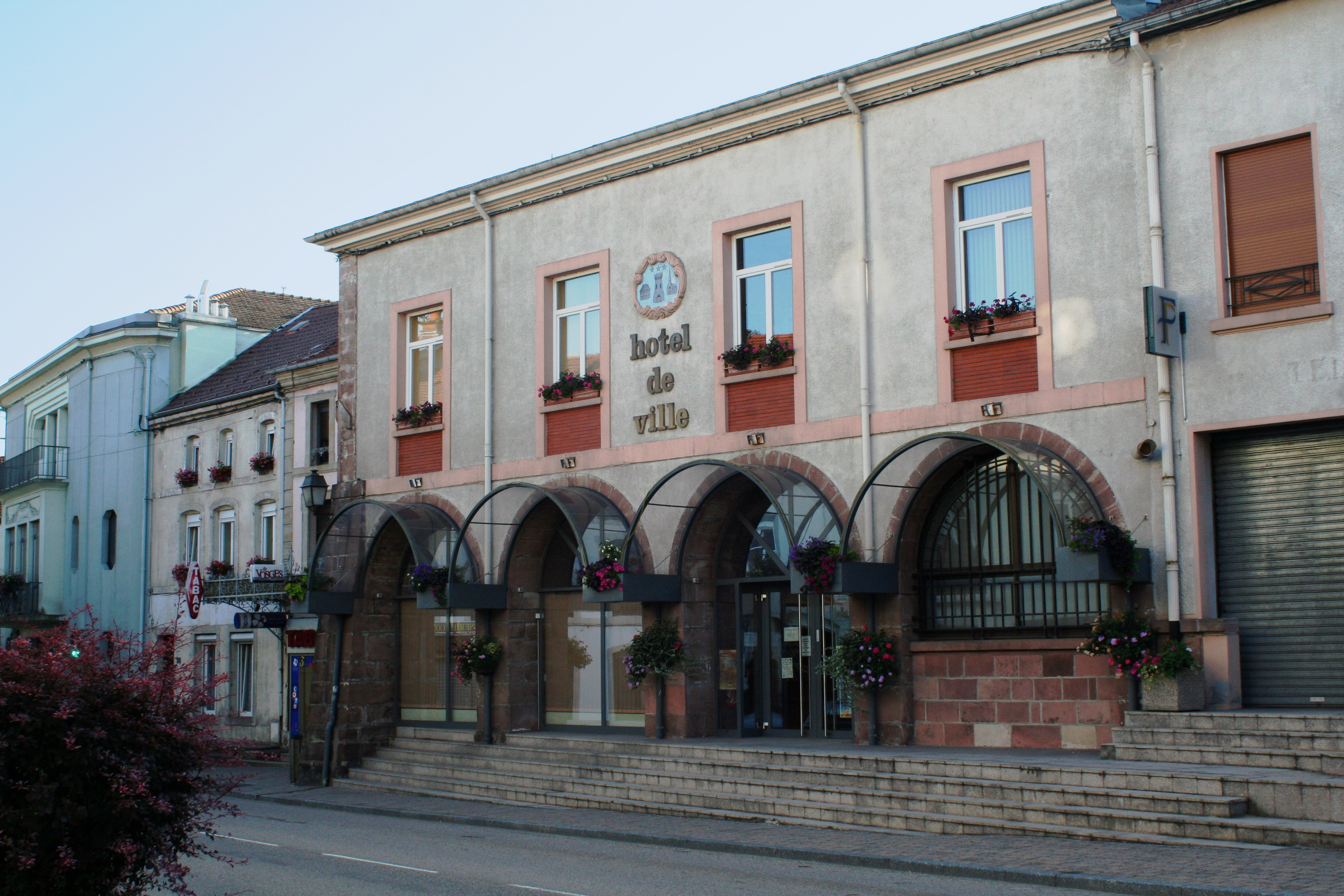
Ehemaliger Getreidespeicher, heute Rathaus (Hôtel de ville)

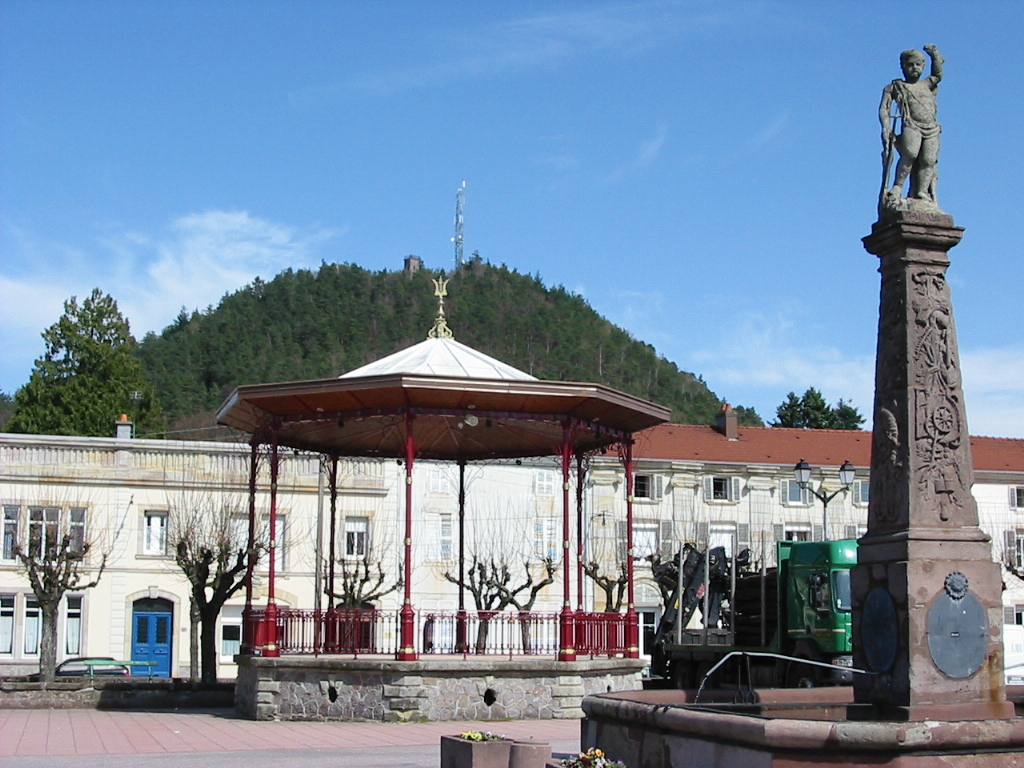
Pavillon und Neptun-Brunnen auf dem Place Stanislas, im Hintergrund die Bergkuppe des Grande Avison

Das 18. Jahrhundert war von wirtschaftlicher Erholung und relativem Wohlstand geprägt. Unter anderem wurden auf jedem der fünf abgehaltenen Märkte pro Jahr mehr als 200 Rinder verkauft. Die Händler kamen aus dem Elsass, aus Lothringen und aus dem Burgund. 1703 errichtete die Stadt einen Getreidespeicher (später als Schule, heute als Poststelle genutzt), das Gerichtsgebäude (heute Hôtel de ville) entstand ein Jahr später. Das städtische Spital Saint-Jean wurde 1716 gegründet, aus dieser Zeit stammt auch die Apotheke am Krankenhaus, beide Häuser wurden vom Grafen von Girecourt gestiftet. Auf der Verwaltungsebene wurde aus der Propstei Bruyères 1751 die Vogtei Bruyères. 1779 pflanzte die Stadt Linden um den neuen Place Stanislas, der aus dem alten Viehmarkt hervorging. Der Platz wurde nach dem lothringischen Herzog Stanislaus I. Leszczyński benannt. Bruyères hatte 1783 bereits 1813 Einwohner, darunter waren viele Händler, Handwerker und Verwaltungsbeamte.
In der Zeit der Französischen Revolution wurde Bruyères zunächst eine der zehn Distrikts-Hauptstädte im neugeschaffenen Département Vosges. Bei der Neubildung der damals fünf Arrondissements ging Bruyères leer aus (das Gebiet der ehemaligen Propstei Bruyères wurde in die Kantone Brouvelieures, Corcieux und Bruyères aufgeteilt), so wurde die Stadt „nur“ Hauptort (chef-lieu) eines Kantons.

### 19. Jahrhundert
Im 19. Jahrhundert begann ein neuer wirtschaftlicher Aufschwung: Bruyères hielt an jedem zweiten und vierten Mittwoch eines Monats Agrarmärkte ab, die im nun dicht besiedelten Volognetal von großer Bedeutung waren. Die inzwischen zu kleine Kirche wurde zugunsten einer neuen, größeren abgerissen. Die neue Kirche Mariä Himmelfahrt wurde 1842 geweiht. Neue Möglichkeiten schuf die Anbindung an das Eisenbahnnetz. Die Stadt unternahm große finanzielle Anstrengungen, um die Bahnlinie im Tal der Vologne in einem großen Bogen hinauf nach Bruyères und wieder zurück ins Volognetal zu führen. Auch der Bau eines Tunnels und der Betrieb des Bahnhofes ging auf Kosten der Stadt. Die Bahnlinie Arches-Saint-Dié wurde 1869 eröffnet.
Nach dem Ende des Deutsch-Französischen Krieges 1871 lag Bruyères nur noch 30 Kilometer von der deutschen Grenze entfernt, die auf dem Kamm der Vogesen verlief. Durch die strategisch günstige Lage wurde Bruyères nun Garnisonsstadt. Stationiert wurden zwei Infanterie- und eine Artillerie-Brigade. Das Kasernengelände für mehrere tausend Soldaten und Offiziere (quartier Barbazan) entstand an der Straße nach Laval im Südwesten der Stadt. Zum Ende des 19. Jahrhunderts entstanden die ersten Hotels in der Stadt. Erwerbsmöglichkeiten für die Bewohner der Stadt, die 1891 erstmals die 4000-Einwohner-Grenze überschritt, boten sich auch in Textilbetrieben im Tal der Vologne und in Fabriken, die Kartoffelstärke herstellten.

### 20. Jahrhundert
1902 wurde die Bahnlinie von Bruyères nach Rambervillers eröffnet, sodass nun eine durchgängige Verbindung von Lunéville nach Gérardmer zur Verfügung stand.
Der Erste Weltkrieg von 1914 bis 1918 unterbrach die Entwicklung der Stadt. Nach der Verschiebung der deutsch-französischen Grenze an den Rhein hatte Bruyères seine militärische Bedeutung verloren. Die Garnison wurde aufgelöst und in der Folge sank die Einwohnerzahl von 4.450 im Jahr 1911 auf 2.908 im Jahr 1926.

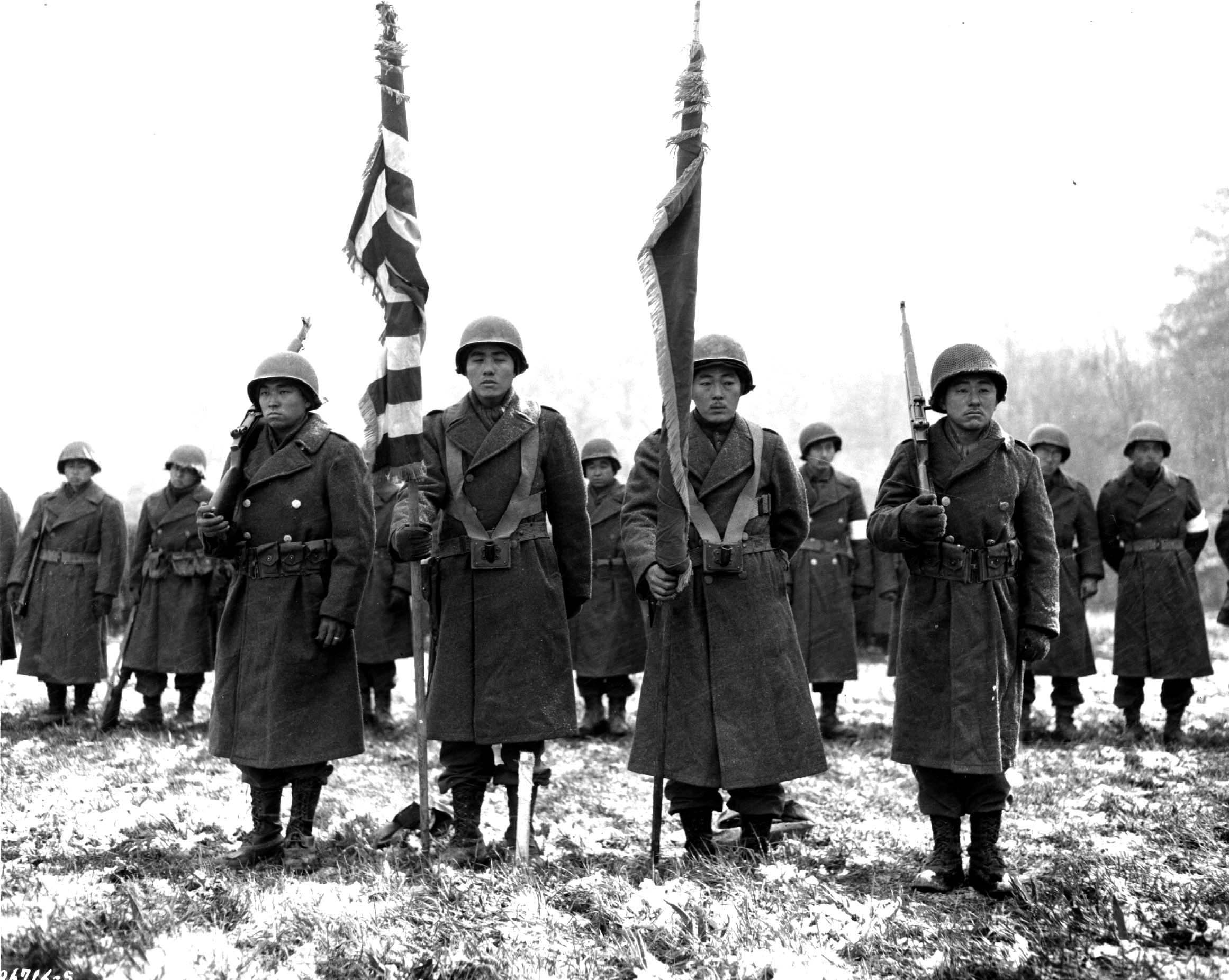
Soldaten des 442. Infanterie-Regimentes bei Bruyères, 1944

Während des Zweiten Weltkrieges erlitt die Stadt schwere Zerstörungen. Am 18. Juni 1940 bombardierten fünf deutsche Flugzeuge die Stadt. Die deutsche Besatzung begann am 21. Juni 1940 und dauerte bis zum Oktober 1944. In dieser Zeit verschwanden 18 Einwohner in den Konzentrationslagern der Nazis, davon elf Juden. Die Kämpfe zur Befreiung der Stadt Bruyères dauerten aufgrund schwieriger topografischer und klimatischer Bedingungen drei Tage und kosteten hunderte Soldaten und 25 Zivilisten das Leben. Auf amerikanischer Seite operierte das 442. Infanterie-Regiment und das 100. Infanterie-Bataillon mit vielen hawaiianischen Soldaten japanischer Herkunft – ein Grund für die 1961 von Veteranen besiegelte Städtepartnerschaft mit Honolulu – gegen das Grenadierregiment 736, das Panzergrenadier-Regiment 192 sowie den Verband der Legion Freies Indien auf der Seite der Deutschen.

#### Nach 1945
Nach dem Krieg konzentrierte sich Bruyères auf den Aufbau von Schulstrukturen und das Gesundheitswesen. So wurde 1965 ein Gymnasium (lycée) eingerichtet, gefolgt 1975 von einem Collège. Auch das städtische Krankenhaus wurde modernisiert und es entstanden mehrere Pflegeeinrichtungen. 1960 begann die Produktion von Auto-Rückspiegeln auf dem Gelände einer ehemaligen Textilfabrik in der Nähe des Bahnhofes. Bedingt durch strukturelle Krisen und die Stilllegung vieler mittelständischer Unternehmen in den 1970er und 1980er Jahren hatte auch Bruyères mit einer hohen Arbeitslosigkeit zu kämpfen; es folgte eine Abwanderungswelle in die Industriebetriebe des Moseltales um Épinal. Bruyères setzt heute auf die Gesundheitswirtschaft und den Fremdenverkehr.

### Bevölkerungsentwicklung
| Jahr      | 1962 | 1968 | 1975 | 1982 | 1990 | 1999 | 2011 | 2021 |
| --------- | ---- | ---- | ---- | ---- | ---- | ---- | ---- | ---- |
| Einwohner | 3639 | 3767 | 3852 | 3679 | 3368 | 3362 | 3204 | 2981 |

Im Jahr 1911 wurde mit 4450 Bewohnern die bisher höchste Einwohnerzahl ermittelt. Die Zahlen basieren auf den Daten von cassini.ehess und INSEE.

## Kultur und Sehenswürdigkeiten

### Kirchen und Kapellen
- Kirche Mariä Himmelfahrt (Église de l’Assomption-de-Notre-Dame)
- Kapelle Notre-Dame-de-la-Roche an der Ostflanke des Grande Avison

Kirche Mariä Himmelfahrt Bruyères
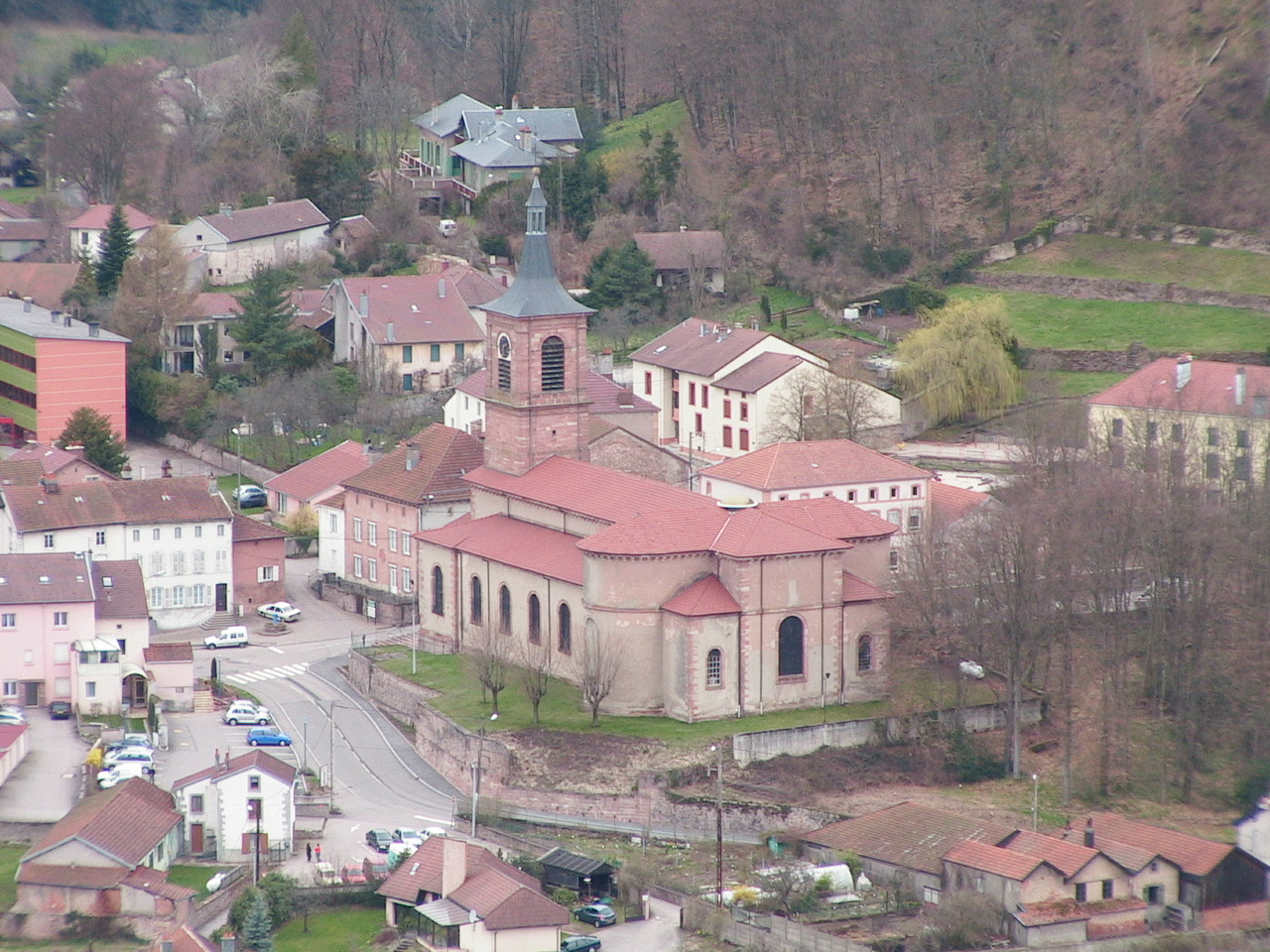
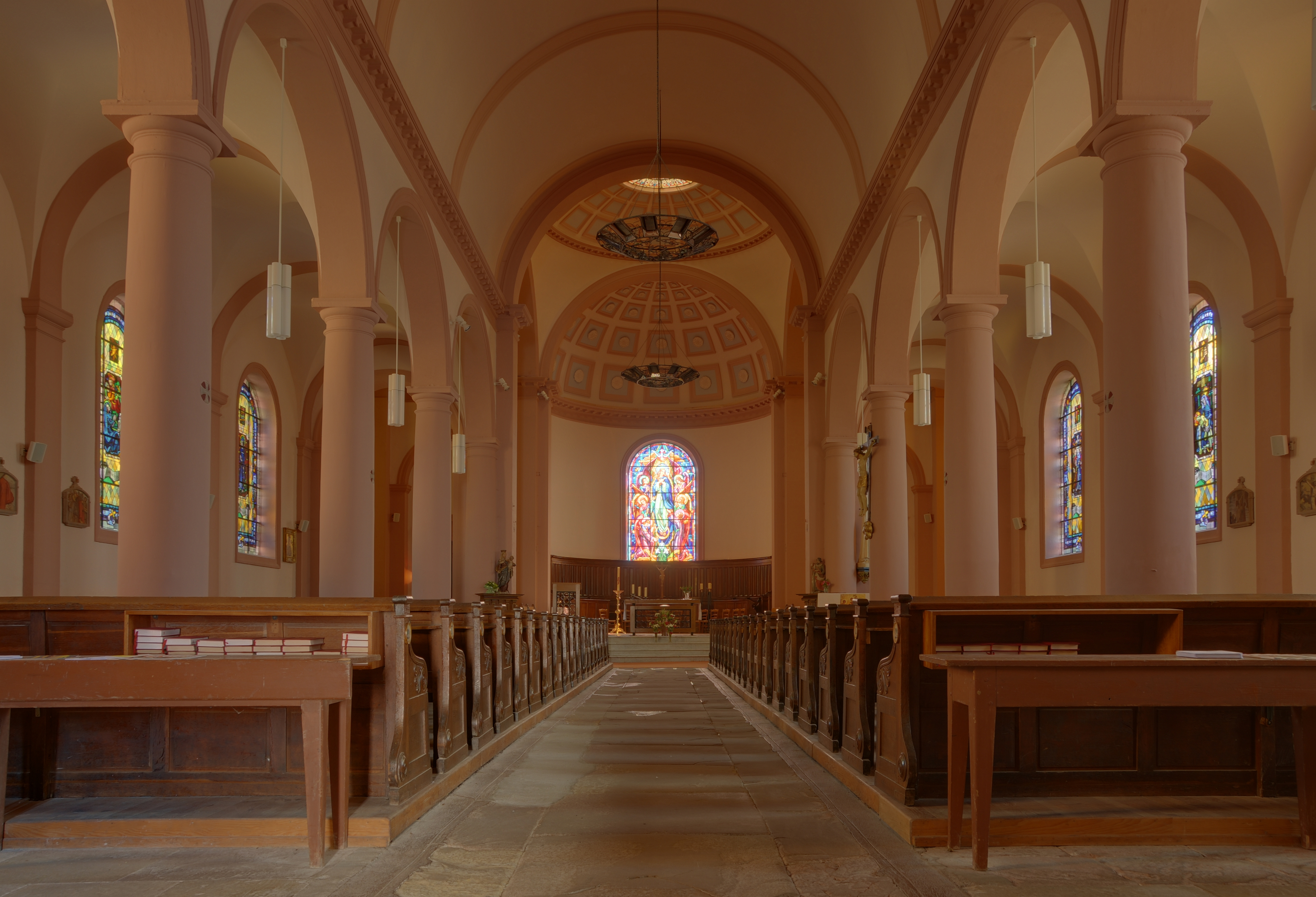
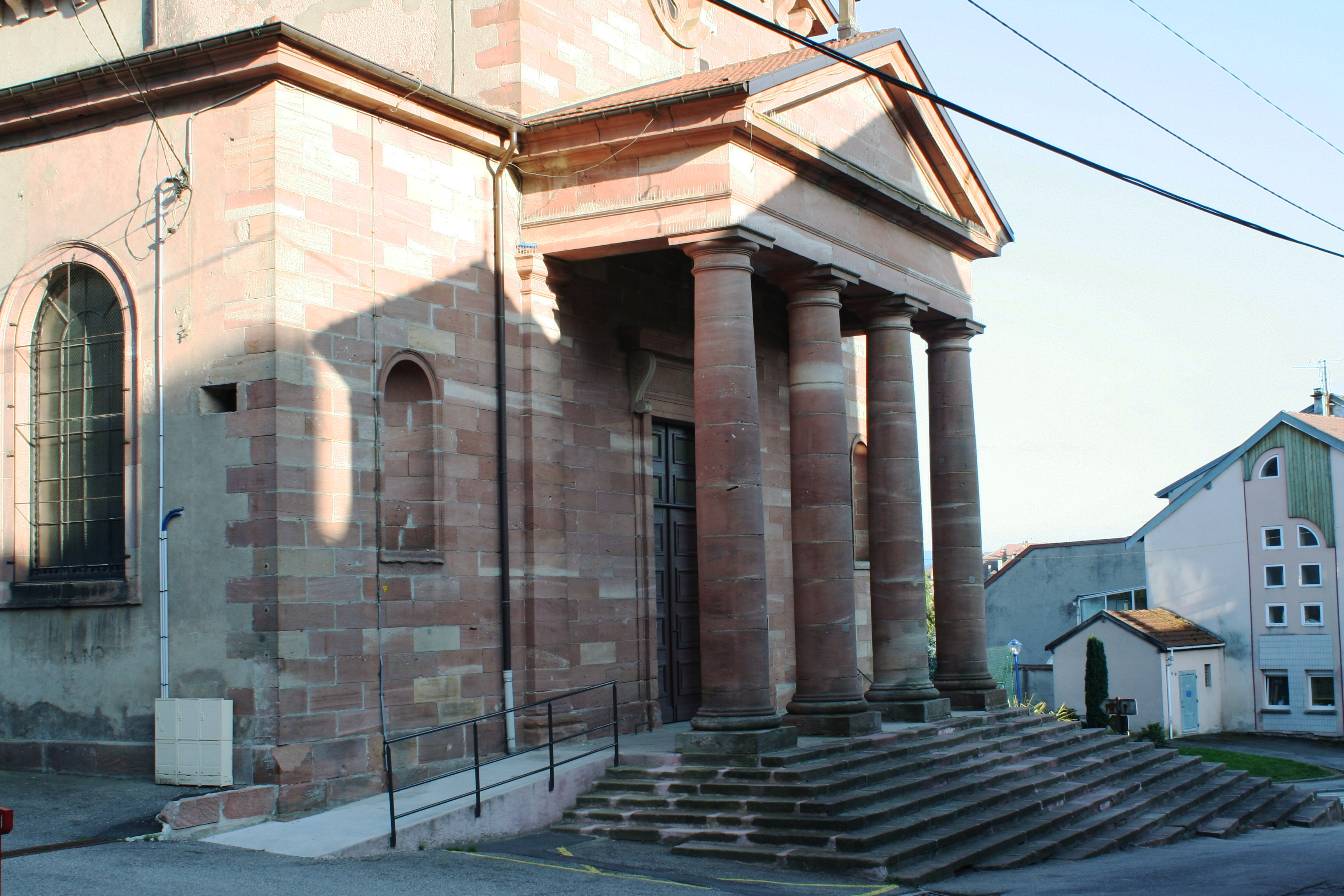

### Ehemalige Synagoge
1903 erhielt die Jüdische Gemeinde Bruyères eine Synagoge an der Rue de l’Hôpital. Die finanzielle Unterstützung zum Bau kam vom Pariser Bankier Daniel Iffla (1825–1907), der zur Ausführung den Architekten Lucien Hesse bestimmte. Während des Zweiten Weltkriegs profanierte das deutsche Militär die Synagoge und benutzte sie als Warenlager. Ab 1942 wurden die jüdischen Bewohner des Ortes deportiert und ermordet. Da nach 1945 nur drei jüdische Familien nach Bruyères zurückkamen, musste die Synagoge und das Wohnhaus des ministre-officiant verkauft werden. Der Erlös diente dem Wiederaufbau der Synagoge in Épinal. In den Jahren 1994 und 1995 wurde die Synagoge restauriert. Sie ist als Monument historique klassifiziert.

### Museum
In das Gebäude der alten Synagoge zog 1996 das Museum Henri-Mathieu ein. Es zeigt eine Sammlung von Keramiken des 18. und 19. Jahrhunderts, die Henri Mathieu (1913–1994, Initiator des Museums) zusammengetragen hat sowie verschiedene Gegenstände im Zusammenhang mit der Geschichte der Synagoge und des Judentums in den Vogesen. Des Weiteren werden Bildwirkereien von Jean Lurçat sowie Gebrauchsgegenstände aus früheren Epochen gezeigt – unter anderem eine komplette alte Apothekenausstattung.

### Gefallenendenkmal
Das Denkmal für die gefallenen amerikanischen Soldaten wurde 1947 eingeweiht. 1994 durch es durch einen eisernen „Knoten der Freundschaft“ erweitert, den Shinkichi Tajiri schuf.

## Städtepartnerschaften
Bruyères pflegt Partnerschaften der belgischen Kleinstadt Vielsalm (seit 1959) und der hawaiischen Stadt Honolulu (seit 1961). Vielsalm, zwischen Lüttich und Luxemburg gelegen, weist viele Parallelen in der Geschichte zu Bruyères auf. Die Partnerschaft zur Metropole Honolulu ist wegen des Größenunterschiedes (Honolulu hat eine mehr als hundertfache Einwohnerzahl) ungewöhnlich. Sie resultiert aus den Kämpfen der Alliierten im Oktober 1944 gegen die Deutschen, bei denen auf der Seite der Amerikaner viele Hawaiier kämpften. Bei zahlreichen Besuchen der Kriegsschauplätze durch ehemalige Soldaten entstand der Wunsch nach einer dauerhaften Partnerschaft, die am 15. Oktober 1961 besiegelt wurde und heute von Veteranen- und Geschichtsvereinen getragen wird.

## Wirtschaft und Infrastruktur
Größte Arbeitgeber in Bruyères sind das städtische Krankenhaus sowie verschiedene Pflegeheime. Auch der Tourismus, der Handel, das Handwerk und kleine mittelständische Betriebe bieten Arbeitsplätze. In der Innenstadt bestehen etwa 40 Geschäfte und Supermärkte, die auch von der Bevölkerung der umliegenden Dörfer genutzt werden. Des Weiteren sind viele Einwohner Berufspendler in die nahegelegenen Industriezonen des unteren Volognetales (Papierherstellung) und des Moseltales. Die Land- und Forstwirtschaft spielt – bezogen auf die Anzahl der Arbeitsplätze – nur eine untergeordnete Rolle.

### Bildung
Bruyères ist Kindergarten- und Schul-Standort – auch für die nahegelegenen kleinen Gemeinden:
- École Jean Rostand, Kindergarten und Vorschule
- École Jules Ferry, Grundschule
- Collège Charlemagne mit über 600 Schülern
- Institution Jeanne d’Arc, Privatschule verschiedener Altersklassen
- Lycée Jean Lurçat, seit 1979 staatliches Gymnasium mit über 400 Schülern

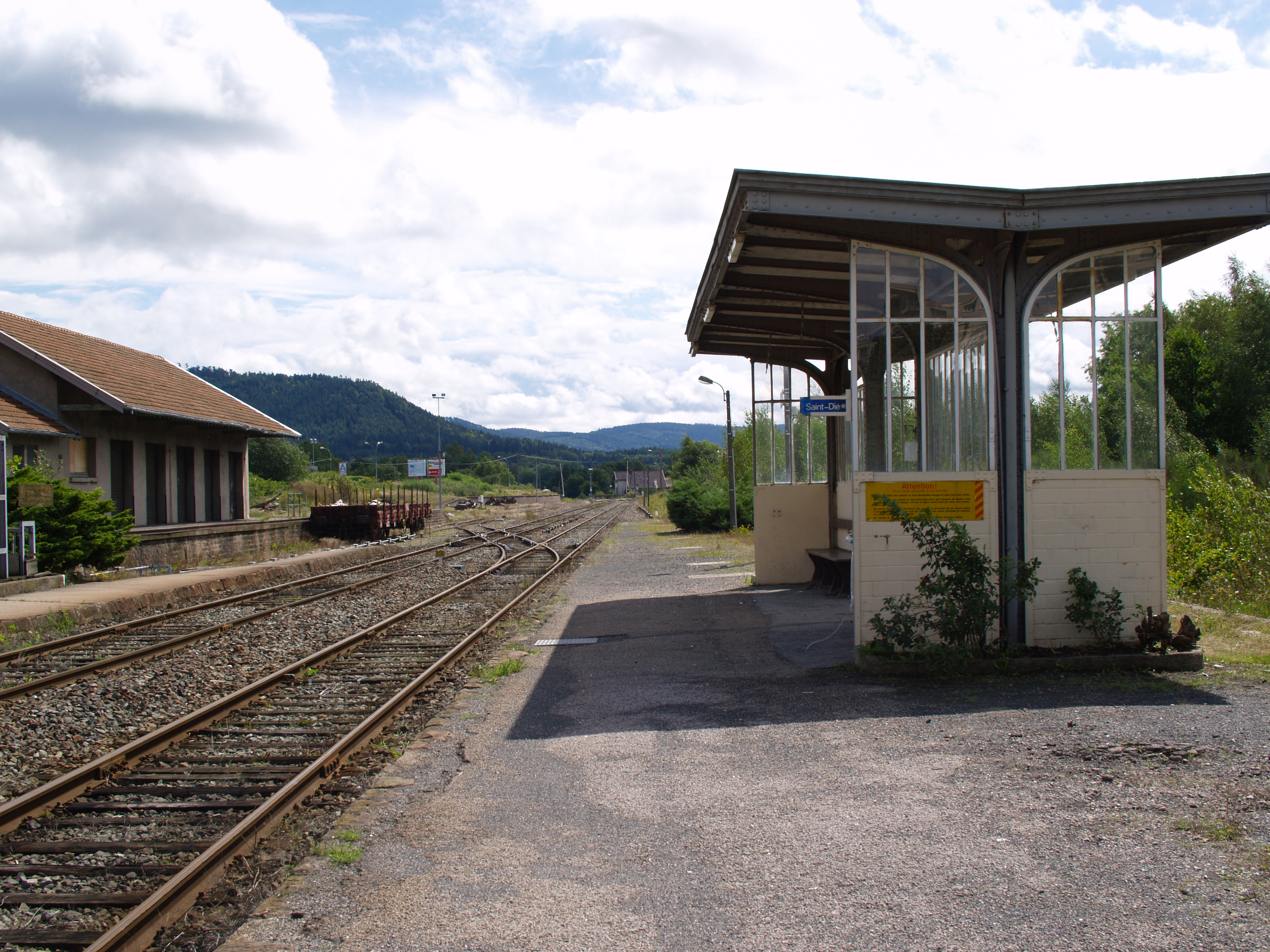
Bahnsteig Bruyères

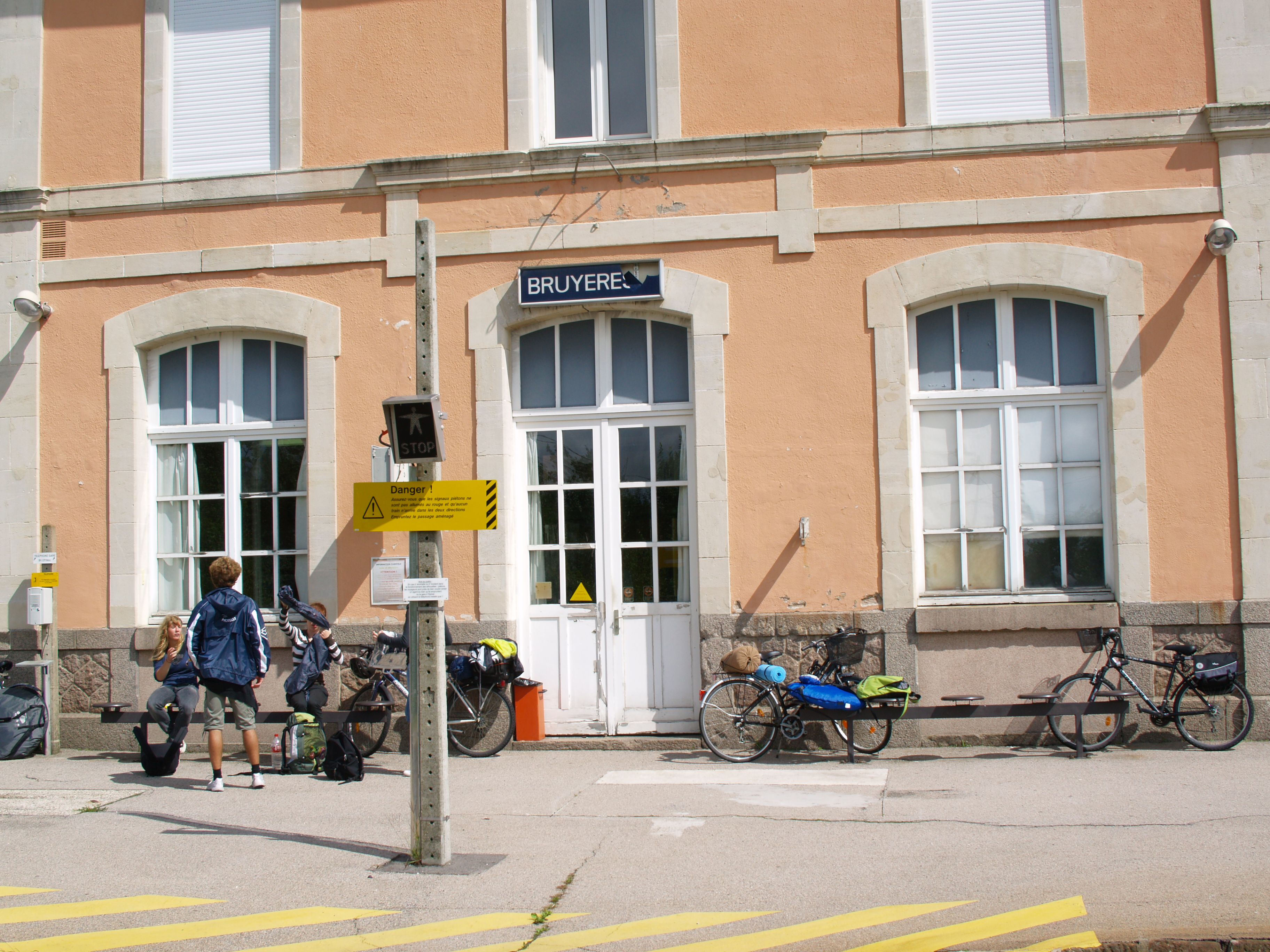
Bahnhofsgebäude

### Verkehrsanbindung
In Bruyères treffen mehrere überregional wichtige Straßen aufeinander. So existieren günstige Anbindungen nach Épinal, Remiremont, Rambervillers, Saint-Dié, Anould und Gérardmer. Der Bahnhof Bruyères liegt an der von der TER Grand Est betriebenen Bahnstrecke Arches–Saint-Dié. Die Bahnlinie von Bruyères nach Rambervillers wurde 1980 (Personenverkehr) bzw. 1988 (Güterverkehr) stillgelegt.

## Persönlichkeiten
- Jean-Baptiste Mougeot (1776–1858), Arzt, Paläobotaniker und Botaniker
- Jean-Claude Miche (1805–1873), römisch-katholischer Ordensgeistlicher und Apostolischer Vikar von West-Cochin
- Arsène Houssaye (1815–1896), Journalist, Schriftsteller sowie Kunst- und Literaturkritiker
- Antoine Mougeot (1815–1889), Arzt, Paläobotaniker und Geologe
- Jean Lurçat (1892–1966), Maler, Keramiker und Bildwirker
- André Lurçat (1894–1970), Architekt
- Gaston Litaize (1909–1991), Komponist, Organist und Musikpädagoge
- Roland Schweitzer (1925–2018), Architekt und Stadtplaner

## Belege
1. ↑  Bruyères. Conseil national des villes et villages fleuris, abgerufen am 11. Februar 2025 (französisch).
2. ↑  Zeichnung der ehemaligen Burg
3. ↑  Schlacht von Bruyères (Memento vom 15. August 2002 im Internet Archive)(englisch)
4. ↑  Bruyères autrefois... – Geschichtlicher Abriss von Claude Marchal, Professor der Geschichte am Lycée Jean Lurçat de Bruyères. Abgerufen am 19. Februar 2012 (französisch).
5. ↑  Bruyères auf cassini.ehess
6. ↑  Bruyères auf INSEE
7. ↑  Ehemalige Synagoge, heutiges Museum Henri-Mathieu in der Base Mérimée des französischen Kulturministeriums (französisch)
8. ↑  ville-bruyeres.fr/Tourisme/Musee (französisch)